# 李遷梧
李遷梧（？—？），字茂陽，山東青州府安丘縣人，軍籍，明朝政治人物。

## 生平
嘉靖三十七年（1558年）戊午科山東鄉試第四十名。嘉靖三十八年，登第三甲第五十七名進士。官吳江縣知縣。升戶部主事，轉郎中，歷陕西西安府知府、山西大同府知府。

## 家族
曾祖李嵩；祖父李普；父李完，曾任省祭官。母王氏；繼母丁氏。严侍下。兄李遷喬（戊午贡士）。